# České a slovenské kluby a reprezentační týmy ve videoherní sérii FIFA
V červenci 1993 vyšel první díl herní série FIFA (FIFA International Soccer), kde byla zastoupena i česká reprezentace, leč v té době ještě dohrával kvalifikaci na mistrovství světa 1994 ve Spojených státech amerických společný tým pod hlavičkou RČS (anglicky RCS) jako Reprezentace Čechů a Slováku.
Poprvé byly nasazeny české a slovenské kluby v ročníku FIFA 99.
Naopak, kde nebyl ani jeden český a slovenský klub, byly: FIFA 2001, FIFA 12, FIFA 13, FIFA 14, FIFA 15, FIFA 16 a FIFA 17.
Slovenské kluby byly jen v ročnících: FIFA 99 a FIFA 2000.
První ženské reprezentační týmy byly přidány od FIFA 16 a první ženské klubové týmy od FIFA 23.
Od roku 2023 nese herní série místo FIFA název EA Sports FC (název odvozen od vývojářského a vydavatelského studia EA Sports).

## Zastoupení národních týmůČeskaaSlovenskaa počty českých a slovenských klubů v sérii FIFA a EA Sports FC
| Chronologie vydání | Název ročníku                   |  | Národní tým Česko | Národní tým Slovensko | Počet českých klubů | Počet slovenských klubů |  | Národní tým žen Česko | Národní tým žen Slovensko | Počet českých klubů žen | Počet slovenských klubů žen |
| ------------------ | ------------------------------- |  | ----------------- | --------------------- | ------------------- | ----------------------- |  | --------------------- | ------------------------- | ----------------------- | --------------------------- |
| 1                  | FIFA International Soccer       |  | ano               | ne                    | -                   | -                       |  | -                     | -                         | -                       | -                           |
| 2                  | FIFA Soccer 95                  |  | ano               | ne                    | 0                   | 0                       |  | x                     | x                         | x                       | x                           |
| 3                  | FIFA Soccer 96                  |  | ano               | ne                    | 0                   | 0                       |  | x                     | x                         | x                       | x                           |
| 4                  | FIFA 97                         |  | ano               | ne                    | 0                   | 0                       |  | x                     | x                         | x                       | x                           |
| 5                  | FIFA 98 : Road to World Cup     |  | ano               | ano                   | 0                   | 0                       |  | -                     | -                         | -                       | -                           |
| 6                  | World Cup 98 (Finální turnaj)   |  | -                 | -                     | -                   | -                       |  | -                     | -                         | -                       | -                           |
| 7                  | FIFA 99                         |  | ano               | ne                    | 2                   | 2                       |  | x                     | x                         | x                       | x                           |
| 8                  | FIFA 2000                       |  | ne                | ne                    | 3                   | 1                       |  | x                     | x                         | x                       | x                           |
| 9                  | UEFA EURO 2000                  |  | ano               | ano                   | -                   | -                       |  | -                     | -                         | -                       | -                           |
| 10                 | FIFA 2001                       |  | ano               | ano                   | 0                   | 0                       |  | x                     | x                         | x                       | x                           |
| 11                 | FIFA Football 2002              |  | ano               | ano                   | 2                   | 0                       |  | x                     | x                         | x                       | x                           |
| 12                 | 2002 FIFA World Cup             |  | ano               | ne                    | -                   | -                       |  | -                     | -                         | -                       | -                           |
| 13                 | FIFA Football 2003              |  | ano               | ne                    | 2                   | 0                       |  | x                     | x                         | x                       | x                           |
| 14                 | FIFA Football 2004              |  | ano               | ne                    | 2                   | 0                       |  | x                     | x                         | x                       | x                           |
| 15                 | UEFA EURO 2004                  |  | ano               | ano                   | -                   | -                       |  | -                     | -                         | -                       | -                           |
| 16                 | FIFA Football 2005              |  | ano               | ne                    | 2                   | 0                       |  | x                     | x                         | x                       | x                           |
| 17                 | FIFA 06                         |  | ano               | ne                    | 1                   | 0                       |  | x                     | x                         | x                       | x                           |
| 18                 | FIFA 06: Road to FIFA World Cup |  | ano               | ano                   | -                   | -                       |  | -                     | -                         | -                       | -                           |
| 19                 | 2006 FIFA World Cup             |  | ano               | ano                   | -                   | -                       |  | -                     | -                         | -                       | -                           |
| 20                 | FIFA 07                         |  | ne                | ne                    | 1                   | 0                       |  | x                     | x                         | x                       | x                           |
| 21                 | FIFA 08                         |  | ano               | ne                    | 16                  | 0                       |  | x                     | x                         | x                       | x                           |
| 22                 | UEFA EURO 2008                  |  | ano               | ano                   | -                   | -                       |  | -                     | -                         | -                       | -                           |
| 23                 | FIFA 09                         |  | ano               | ne                    | 16                  | 0                       |  | x                     | x                         | x                       | x                           |
| 24                 | FIFA 10                         |  | ano               | ne                    | 16                  | 0                       |  | x                     | x                         | x                       | x                           |
| 25                 | 2010 FIFA World Cup             |  | ano               | ano                   | -                   | -                       |  | -                     | -                         | -                       | -                           |
| 26                 | FIFA 11                         |  | ano               | ne                    | 16                  | 0                       |  | x                     | x                         | x                       | x                           |
| 27                 | FIFA 12                         |  | ne                | ne                    | 0                   | 0                       |  | x                     | x                         | x                       | x                           |
| -                  | *DLC: UEFA EURO 2012            |  | ano               | ano                   | -                   | -                       |  | -                     | -                         | -                       | -                           |
| 28                 | FIFA 13                         |  | ano               | ne                    | 0                   | 0                       |  | x                     | x                         | x                       | x                           |
| 29                 | FIFA 14                         |  | ano               | ne                    | 0                   | 0                       |  | x                     | x                         | x                       | x                           |
| 30                 | 2014 FIFA World Cup             |  | ano               | ano                   | -                   | -                       |  | -                     | -                         | -                       | -                           |
| 31                 | FIFA 15                         |  | ano               | ne                    | 0                   | 0                       |  | x                     | x                         | x                       | x                           |
| 32                 | FIFA 16                         |  | ano               | ne                    | 0                   | 0                       |  | ne                    | ne                        | x                       | x                           |
| 33                 | FIFA 17                         |  | ano               | ne                    | 0                   | 0                       |  | ne                    | ne                        | x                       | x                           |
| 34                 | FIFA 18                         |  | ano               | ne                    | 1                   | 0                       |  | ne                    | ne                        | x                       | x                           |
| -                  | *DLC: World Cup 2018            |  | ano               | ne                    | -                   | -                       |  | -                     | -                         | -                       | -                           |
| 35                 | FIFA 19                         |  | ano               | ne                    | 3                   | 0                       |  | ne                    | ne                        | x                       | x                           |
| 36                 | FIFA 20                         |  | ano               | ne                    | 3                   | 0                       |  | ne                    | ne                        | x                       | x                           |
| 37                 | FIFA 21                         |  | ano               | ne                    | 3                   | 0                       |  | ne                    | ne                        | x                       | x                           |
| 38                 | FIFA 22                         |  | ano               | ne                    | 3                   | 0                       |  | ne                    | ne                        | x                       | x                           |
| 39                 | FIFA 23                         |  | ano               | ne                    | 3                   | 0                       |  | ne                    | ne                        | 0                       | 0                           |
| -                  | *DLC: FIFA World Cup Qatar 2022 |  | ano               | ne                    | -                   | -                       |  | -                     | -                         | -                       | -                           |
| 40                 | EA Sports FC 24                 |  | ano               | ne                    | 3                   | 0                       |  | ne                    | ne                        | 1                       | 0                           |
| -                  | *DLC: UEFA EURO 2024            |  | ano               | ano                   | -                   | -                       |  | -                     | -                         | -                       | -                           |
| 41                 | EA Sports FC 25                 |  | ano               | ne                    | 3                   | 0                       |  | ne                    | ne                        | 1                       | 0                           |

## Seznam českých a slovenských klubů v jednotlivých ročnících série

### FIFA 99
|   | České kluby     |  |   | Slovenské kluby   |
| - | --------------- |  | - | ----------------- |
| 1 | AC Sparta Praha |  | 1 | 1.FC Košice       |
| 2 | FK Jablonec 97  |  | 2 | FC Spartak Trnava |

### FIFA 2000
|   | České kluby     |  |   | Slovenské kluby      |
| - | --------------- |  | - | -------------------- |
| 1 | AC Sparta Praha |  | 1 | ŠK Slovan Bratislava |
| 2 | SK Slavia Praha |  |   |                      |
| 3 | FK Teplice      |  |   |                      |

### FIFA Football 2002
|   | České kluby      |
| - | ---------------- |
| 1 | AC Sparta Praha  |
| 2 | SK Sigma Olomouc |

### FIFA Football 2003
|   | České kluby      |
| - | ---------------- |
| 1 | AC Sparta Praha  |
| 2 | SK Sigma Olomouc |

### FIFA Football 2004
|   | České kluby      |
| - | ---------------- |
| 1 | AC Sparta Praha  |
| 2 | SK Sigma Olomouc |

### FIFA Football 2005
|   | České kluby      |
| - | ---------------- |
| 1 | AC Sparta Praha  |
| 2 | SK Sigma Olomouc |

### FIFA 06
|   | České kluby     |
| - | --------------- |
| 1 | AC Sparta Praha |

### FIFA 07
|   | České kluby     |
| - | --------------- |
| 1 | AC Sparta Praha |

### FIFA 08
|    | Česká liga 2007/2008       |
| -- | -------------------------- |
| 1  | AC Sparta Praha            |
| 2  | SK Slavia Praha            |
| 3  | FK Mladá Boleslav          |
| 4  | FC Slovan Liberec          |
| 5  | 1.FC Brno                  |
| 6  | FC Viktoria Plzeň          |
| 7  | FC Baník Ostrava           |
| 8  | FK Teplice                 |
| 9  | FK Jablonec 97             |
| 10 | SK Dynamo České Budějovice |
| 11 | SK Kladno                  |
| 12 | FK SIAD Most               |
| 13 | FC Tescoma Zlín            |
| 14 | SK Sigma Olomouc           |
| 15 | FK Viktoria Žižkov         |
| 16 | Bohemians 1905             |

### FIFA 09
|    | Česká liga 2008/2009       |
| -- | -------------------------- |
| 1  | SK Slavia Praha            |
| 2  | AC Sparta Praha            |
| 3  | FC Baník Ostrava           |
| 4  | 1.FC Brno                  |
| 5  | FK Teplice                 |
| 6  | FC Slovan Liberec          |
| 7  | FK Mladá Boleslav          |
| 8  | FC Tescoma Zlín            |
| 9  | FC Viktoria Plzeň          |
| 10 | FK Viktoria Žižkov         |
| 11 | SK Sigma Olomouc           |
| 12 | FK Baumit Jablonec         |
| 13 | SK Dynamo České Budějovice |
| 14 | SK Kladno                  |
| 15 | FK Bohemians Praha         |
| 16 | 1.FK Příbram               |

### FIFA 10
|    | Česká liga 2009/2010       |
| -- | -------------------------- |
| 1  | SK Slavia Praha            |
| 2  | AC Sparta Praha            |
| 3  | FC Slovan Liberec          |
| 4  | SK Sigma Olomouc           |
| 5  | FK Baumit Jablonec         |
| 6  | FK Mladá Boleslav          |
| 7  | FK Teplice                 |
| 8  | FC Viktoria Plzeň          |
| 9  | FC Baník Ostrava           |
| 10 | SK Dynamo České Budějovice |
| 11 | 1.FC Brno                  |
| 12 | 1.FK Příbram               |
| 13 | FK Bohemians Praha         |
| 14 | SK Kladno                  |
| 15 | Bohemians 1905             |
| 16 | 1.FC Slovácko              |

### FIFA 11
|    | Česká liga 2010/2011       |  | herní mod Českého poháru |
| -- | -------------------------- |  | ------------------------ |
| 1  | AC Sparta Praha            |  | ano                      |
| 2  | FK Baumit Jablonec         |  | ano                      |
| 3  | FC Baník Ostrava           |  | ano                      |
| 4  | FK Teplice                 |  | ano                      |
| 5  | FC Viktoria Plzeň          |  | ano                      |
| 6  | SK Sigma Olomouc           |  | ano                      |
| 7  | SK Slavia Praha            |  | ano                      |
| 8  | FK Mladá Boleslav          |  | ano                      |
| 9  | FC Slovan Liberec          |  | ano                      |
| 10 | 1.FK Příbram               |  | ano                      |
| 11 | FC Zbrojovka Brno          |  | ano                      |
| 12 | Bohemians 1905             |  | ano                      |
| 13 | SK Dynamo České Budějovice |  | ano                      |
| 14 | 1.FC Slovácko              |  | ano                      |
| 15 | FC Hradec Králové          |  | ano                      |
| 16 | FK Ústí nad Labem          |  | ano                      |

### FIFA 18
|   | České kluby     |
| - | --------------- |
| 1 | AC Sparta Praha |

### FIFA 19
|   | České kluby       |
| - | ----------------- |
| 1 | FC Viktoria Plzeň |
| 2 | SK Slavia Praha   |
| 3 | AC Sparta Praha   |

### FIFA 20
|   | České kluby       |
| - | ----------------- |
| 1 | SK Slavia Praha   |
| 2 | FC Viktoria Plzeň |
| 3 | AC Sparta Praha   |

### FIFA 21
|   | České kluby       |
| - | ----------------- |
| 1 | SK Slavia Praha   |
| 2 | FC Viktoria Plzeň |
| 3 | AC Sparta Praha   |

### FIFA 22
|   | České kluby       |
| - | ----------------- |
| 1 | SK Slavia Praha   |
| 2 | AC Sparta Praha   |
| 3 | FC Viktoria Plzeň |

### FIFA 23
|   | České kluby       |
| - | ----------------- |
| 1 | FC Viktoria Plzeň |
| 2 | SK Slavia Praha   |
| 3 | AC Sparta Praha   |

### EA Sports FC 24
|   | České kluby       | České kluby - ženy |
| - | ----------------- | ------------------ |
| 1 | AC Sparta Praha   |                    |
| 2 | SK Slavia Praha   | SK Slavia Praha    |
| 3 | FC Viktoria Plzeň |                    |

### EA Sports FC 25
|   | České kluby       | České kluby - ženy |
| - | ----------------- | ------------------ |
| 1 | AC Sparta Praha   |                    |
| 2 | SK Slavia Praha   | SK Slavia Praha    |
| 3 | FC Viktoria Plzeň |                    |